# Campeonato Europeo de Patinaje de Velocidad sobre Hielo de 1999
El XCIII Campeonato Europeo de Patinaje de Velocidad sobre Hielo se celebró en Heerenveen (Países Bajos) del 8 al 10 de enero de 1999 bajo la organización de la Unión Internacional de Patinaje sobre Hielo (ISU) y la Federación Neerlandesa de Patinaje sobre Hielo.
Las competiciones se realizaron en el estadio Thialf de la ciudad neerlandesa.

## Resultados

### Masculino
| Evento              | Oro                                         | Plata                                  | Bronce                                  |
| ------------------- | ------------------------------------------- | -------------------------------------- | --------------------------------------- |
| 500 m               | Rintje Ritsma · Países Bajos · 36,74 s      | Christian Breuer · Alemania · 36,89 s  | Martin Hersman · Países Bajos · 37,32 s |
| 1500 m              | Rintje Ritsma · Países Bajos · 1:49,18      | Ådne Søndrål · Noruega · 1:50,08       | Ids Postma · Países Bajos · 1:50,36     |
| 5000 m              | Eskil Ervik · Noruega · 6:32,55             | Bart Veldkamp · Bélgica · 6:35,43      | Rintje Ritsma · Países Bajos · 6:36,33  |
| 10 000 m            | Bart Veldkamp · Bélgica · 13:29,81          | Frank Dittrich · Alemania · 13:38,71   | Brigt Rykkje · Noruega · 13:40,89       |
| Clasificación total | Rintje Ritsma · Países Bajos · 154,612 pts. | Roberto Sighel · Italia · 156,127 pts. | Dmitri Shepel · Rusia · 156,134 pts.    |

### Femenino
| Evento              | Oro                                           | Plata                                       | Bronce                                        |
| ------------------- | --------------------------------------------- | ------------------------------------------- | --------------------------------------------- |
| 500 m               | Tonny de Jong · Países Bajos · 39,50 s        | Annamarie Thomas · Países Bajos · 39,62 s   | Emese Hunyady · Austria · 39,96 s             |
| 1500 m              | Annamarie Thomas · Países Bajos · 1:58,37     | Tonny de Jong · Países Bajos · 1:59,41      | Claudia Pechstein · Alemania · 2:00,18        |
| 3000 m              | Gunda Niemann-Stirnemann · Alemania · 4:08,40 | Tonny de Jong · Países Bajos · 4:08,70      | Claudia Pechstein · Alemania · 4:09,66        |
| 5000 m              | Gunda Niemann-Stirnemann · Alemania · 7:03,35 | Claudia Pechstein · Alemania · 7:06,09      | Tonny de Jong · Países Bajos · 7:07,44        |
| Clasificación total | Tonny de Jong · Países Bajos · 163,497 pts.   | Claudia Pechstein · Alemania · 164,439 pts. | Annamarie Thomas · Países Bajos · 164,87 pts. |

## Medallero
- Solo se otorgan medallas en la clasificación general.

| Núm. | País         | Oro | Plata | Bronce | Total |
| ---- | ------------ | --- | ----- | ------ | ----- |
| 1    | Países Bajos | 2   | 0     | 1      | 3     |
| 2    | Alemania     | 0   | 1     | 0      | 1     |
| 2    | Italia       | 0   | 1     | 0      | 1     |
| 4    | Rusia        | 0   | 0     | 1      | 1     |
|      | TOTAL        | 2   | 2     | 2      | 6     |